# Sendangharjo (Ngasem)
Sendangharjo is een bestuurslaag in het regentschap Bojonegoro van de provincie Oost-Java, Indonesië. Sendangharjo telt 3854 inwoners (volkstelling 2010).